# Hluboké u Kunštátu
Hluboké u Kunštátu je vesnice, část města Kunštát v okrese Blansko. Nachází se asi 3,5 km na jihozápad od Kunštátu. Je zde evidováno 51 adres. Trvale zde žije 76 obyvatel.
Hluboké u Kunštátu je také název katastrálního území o rozloze 4,86 km2.